# Francis Lindley Wood (2e baronnet)
Francis Lindley Wood, 2e baronnet (16 décembre 1771 - 31 décembre 1846), est un propriétaire terrien du Yorkshire et un homme politique du XIXe siècle. Fils d'un officier de la Royal Navy, Wood hérite du titre de baronnet de son oncle en 1795. Il possède plusieurs domaines, vivant à des moments de sa vie à Bolling Hall, Hemsworth Hall et Hickleton Hall. Whig, Wood est un confident de Lord Fitzwilliam et soutient plusieurs candidatures parlementaires Whig, dont celles du fils de Fitzwilliam, Lord Milton et Walter Fawkes. Défenseur de la réforme, Wood est un partisan de l'abolition de l'esclavage et du Reform Act 1832. Il est haut shérif du Yorkshire en 1814 et vice-lieutenant du West Riding of Yorkshire en 1819.

## Biographie
Francis Lindley Wood est né le 16 décembre 1771, fils du capitaine Charles Wood de la Royal Navy et de son épouse Caroline née Barker. Il est le neveu de Francis Wood, 1er baronnet, un riche marchand des Indes orientales. Wood vit dans le siège de sa famille de Bolling Hall dans le Yorkshire et hérite du titre de baronnet de son oncle le 9 juillet 1795, et de ses domaines, dont Monk Bretton  ,. En 1790, Wood vend une partie des terres de Bolling Hall à Bowling Iron Works pour l'exploitation du charbon et de la pierre ferreuse, ce qui a tellement défiguré le paysage de sa propriété que, vers la fin de la décennie, Wood déménage à Hemsworth Hall, une propriété que lui a léguée un autre oncle, le révérend Henry Wood. Il vend finalement l'intégralité du domaine Bolling à la société. En 1828 il achète Hickleton Hall après que ses propriétaires précédents aient été mis en faillite par l'échec d'une banque locale et déménage de Hemsworth à Hickleton en 1830. Il possède également un terrain à Londres et en 1807 il en utilise une partie pour construire Nelson Square à côté de Blackfriars Road.

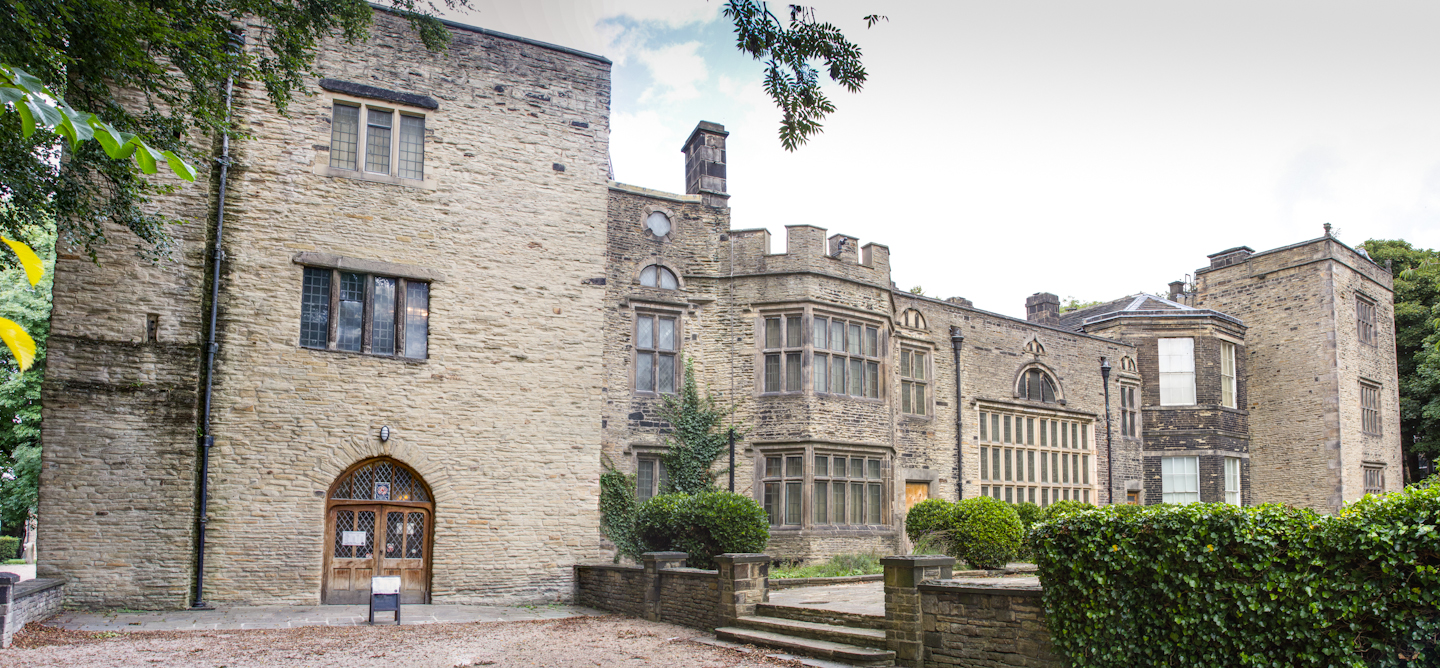
Bolling Hall

Bien qu'il n'ait jamais été lui-même député (bien qu'il ait eu plusieurs occasions de le devenir), Wood est l'un des principaux militants Whig de son comté et, grâce aux relations de son oncle, est également un proche confident du Whig Lord Fitzwilliam et de son fils Lord. Milton. Il utilise sa relation avec Fitzwilliam pour obtenir le siège parlementaire de Great Grimsby pour son fils Charles en 1826 au prix de 4 000 £. Wood entretient une correspondance fréquente avec son fils alors que ce dernier occupe divers postes parlementaires. Grâce à cela, il plaide pour l'abolition de l'esclavage et des Test Act.
Wood fait également avancer les positions politiques des autres. En 1806, il soutient la candidature réussie de Walter Fawkes au siège du Yorkshire. L'année suivante, il soutient également le fils de Fitzwilliam, Milton, lors d'une élection pour le même siège, au cours de laquelle il bat le titulaire Henry Lascelles par seulement 187 voix. Wood est un grand partisan de la Reform Act 1832 et organise une grande manifestation à York afin de démontrer son soutien, en continuant à être connu comme le "Père de la réforme dans le West Riding".
Malgré son manque d'intérêt pour un siège parlementaire, Wood occupe des postes importants dans son comté, devenant High Sheriff de Yorkshire en 1814 et Vice-Lieutenant du West Riding of Yorkshire en 1819. Dans ses temps libres, Wood est un sportif passionné, gardant des chiens pour la chasse à Bolling Hall, et est également vice-président de la Yorkshire Philosophical Society . Il est mort le 31 décembre 1846, l'âge de 75 ans et est enterré à Hickleton   .

## Famille
Wood épouse Anne Buck (morte le 11 janvier 1841), cohéritière de Samuel Buck, Recorder de Leeds, le 15 janvier 1798 . Ils ont trois enfants :  
- Charles Wood (1er vicomte Halifax) (20 décembre 1800 - 8 août 1885), homme politique, créé vicomte en 1866 [3]
- Anne Wood (27 janvier 1803 - 24 juin 1863), épouse John Walbanke-Childers (en) en 1824[3] [12]
- Samuel Francis Wood (1er août 1809 - 22 avril 1843)[3]